# Fritz Baedeker
Fritz Baedeker (* 4. Dezember 1844 in Koblenz; † 9. April 1925 in Leipzig) war ein deutscher Verleger. Als jüngster von drei Söhnen des Autors und Verlegers Karl Baedeker führte er den Verlag seines Vaters von 1869 bis zu seinem Tode.

## Leben
Fritz Baedeker besuchte bis 1863 das Gymnasium in Koblenz und studierte dann an der Universität Heidelberg, wo er 1864 Mitglied des Corps Vandalia wurde. Er wechselte an die Universität Berlin. 1866 wurde er Freiwilligen-Kanonier in der 1. Reitenden Batterie des Gardefeldartillerie-Regiments und nahm an der Schlacht von Sadowa teil Danach trat er eine Buchhändlerlehre in Genf an. Am 1. März 1869 wurde er neben seinem Bruder Karl Teilhaber des väterlichen Verlages. Die beiden Brüder gaben 1870 die Buchhandlung ihres Vaters auf und verlegten den Sitz des Verlages 1872 nach Leipzig, als Geschäftsführer konzentrierten sie sich ganz auf den Verlag und die Erweiterung des Angebots an Reiseführern. Nach dem gesundheitlich bedingten Ausscheiden von Karl im Jahr 1878 übernahm Fritz die Verlagsführung alleine.
1873 heiratete er in Koblenz Flöry (Florentine) Landfermann (1849–1916), Tochter des Schulrates Dietrich Wilhelm Landfermann und der Louise Winter. Aus dieser Ehe gingen 5 Kinder hervor. Seine Söhne Ernst (1878–1948), Dietrich (1886–1969) und Hans (1874–1959) führten nach seinem Tod den Verlag weiter. Sein weiterer Sohn Karl (1877–1914) war Physiker.
Fritz Baedeker wurde auf dem Leipziger Südfriedhof (VI. Abteilung) bestattet.

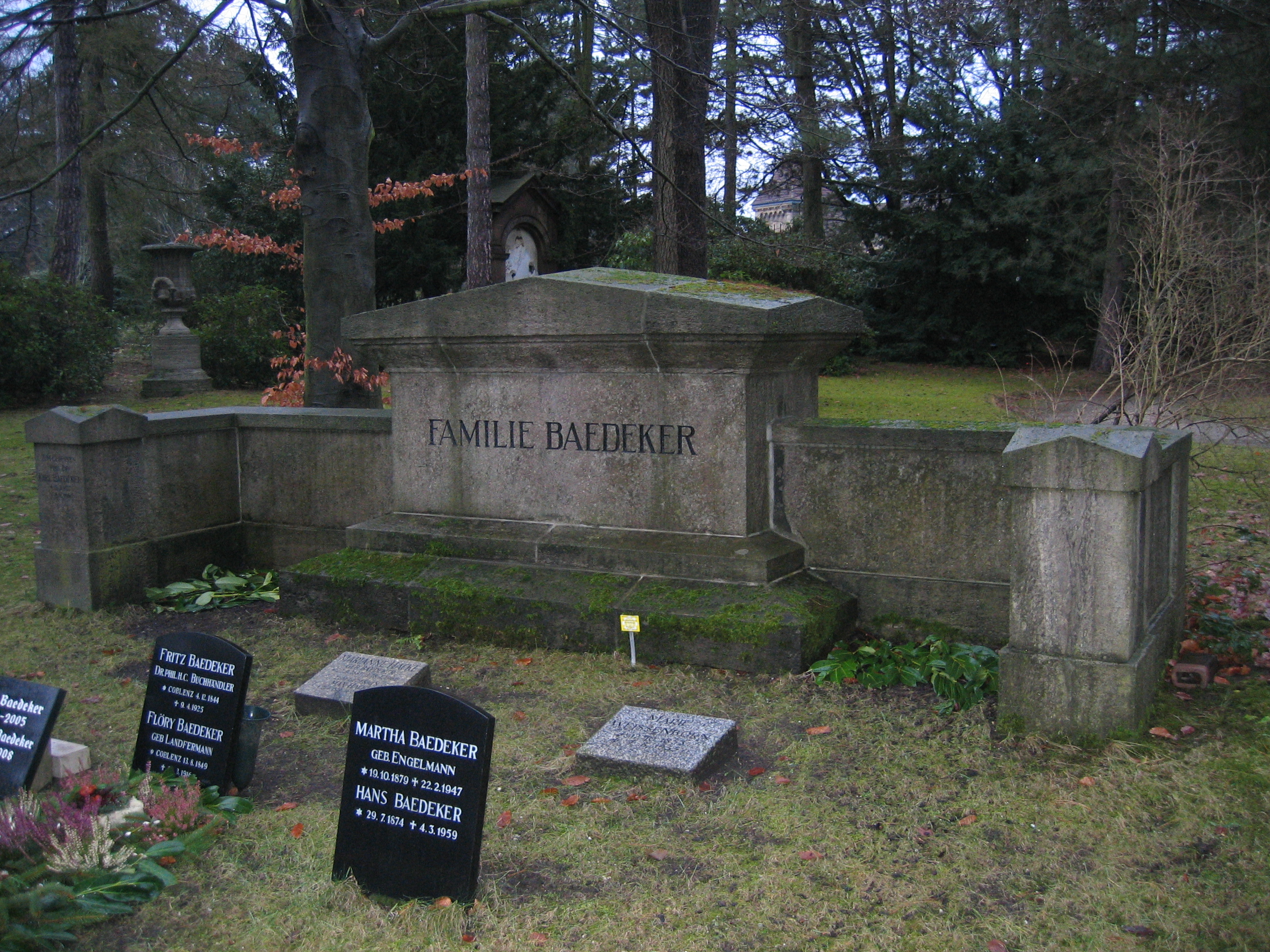
Grab von Fritz Baedeker auf dem Leipziger Südfriedhof

## Reiseführer
Der aufkommende Tourismus belebte auch das Geschäft mit den Reiseführern. Durch die gestiegenen Ansprüche der Reisenden an Informationen über fremde Länder wurden die mit viel Akribie erstellten Bücher von Baedeker ein großer Verkaufserfolg. Die gestiegene Fülle an Reiseinformationen in den Büchern erforderte nun den sachlich-knappen „Baedeker-Stil“. Die Präzision und Vielfalt der Karten wurde auch verbessert. Die Reiseführer erschienen oft neben der deutschen Ausgabe auch in anderen Sprachen wie Englisch und Französisch.
Der große Aufschwung des Unternehmens unter Fritz Baedeker fand mit dem Ausbruch des Ersten Weltkriegs 1914 ein abruptes Ende.

## Auszeichnungen
1909 zeichnete die Universität Leipzig anlässlich ihrer 500-Jahr-Feier Fritz Baedeker mit der Verleihung der Ehrendoktorwürde (Dr. phil. h. c.) aus.

## Veröffentlichungen
Unter der Leitung von Fritz Baedeker erschienen u. a. folgende Reiseführer:
- Schweden und Norwegen (1879, Digitalisat der 4. Aufl. der englischen Ausgabe, 1889, PDF)
- Russland, 1883
- Nordamerika, 1893
- Canada, 1894
- Spanien und Portugal, 1897
- Konstantinopel und Kleinasien, 1905
- Mittelmeer, 1909
- Indien, 1914